# 정인승
정인승(鄭寅承, 1897년 5월 19일~1986년 7월 7일)은 대한민국의 독립운동가이며 국어학자이다. 호는 건재(健齋)이고 전라북도 장수군 출신이다.

## 생애
1921년 연희전문학교에 입학 1925년 연희전문학교 문과를 졸업하였고, 미국행을 희망하였으나 집에서 반대하여 국내에서 활동하다가 전북 고창고등보통학교의 영어교사가 되었고 1935년 8월 31일에 그만두었다.
1935년 9월 서울로 상경하여 돈암동에 목장을 차리고 양을 기르던 중 최현배를 만나 조선어학회에서 활동하며 국어사전 편찬 사업에 참여하다가 1942년 10월부터 해방때까지 옥고를 치르기도 했다. 8.15 해방후에는 대학의 교수를 역임했다.
1962년 건국훈장 독립장을 받았고, 1970년 국민훈장 모란장을 수상했다.

## 기타
정인승의 일대기를 다룬 그의 외증손녀 이미한의 에세이가 발표되었으며, 2005년 고향 전라북도 장수군에 정인승 선생 기념관이 개관되었다.

## 가족
- 1남(양자) 3녀이다.[1]

## 수상 내역
- 1957년: 《큰사전》편찬공로상
- 1957년: 국어운동특별공로상
- 1959년: 학술원공로상
- 1962년: 건국훈장 독립장
- 1970년: 국민훈장 모란장